# 黄庄镇 (天津市)
黄庄镇是中国天津市宝坻区下辖的一个镇。
2020年7月，全国爱卫会命名黄庄镇为2017-2019周期国家卫生乡镇。

## 行政区划
黄庄镇下辖以下地区：
黄庄村、司庄子村、马庄子村、唐庄子村、北里自沽村、苑洪桥村、侯家台村、王木庄村、张洪庄村、陈甫亮村、吴家辛庄村、长汀村、南辛码村、北辛码村、小辛码村、李焕庄村、水流庄村、耗子沽村和苑家场村。